# Торговля людьми
Торго́вля людьми́ или контраба́нда люде́й — уголовно наказуемое преступление, одна из форм рабства. Торговцы людьми эксплуатируют и получают прибыль за счет взрослых или детей, используемых в качестве объекта права собственности. Жертв торговли людьми принуждают к выполнению трудовой деятельности (принудительный труд) или к занятию коммерческим сексом (секс-торговля). Использование лица моложе 18 лет для совершения коммерческого сексуального акта является преступлением независимо от того, использовалось ли при этом какое-либо насилие, мошенничество или принуждение.
Следует различать понятия «контрабанда людей» и «незаконная миграция», а также — рассматривать контрабанду людей как одну из разновидностей современного рабства.
Торговля людьми является глобальной проблемой, для решения которой необходима глобальная коалиция, объединяющая правительство, бизнес и гражданское общество.
Торговля людьми описывается Законом о защите жертв торговли людьми и насилия 2000 года и Протоколом ООН о торговле людьми по трехэлементной схеме: 1) действия торговца людьми, 2) средства, 3) цель.
Протокол ООН о торговле людьми ратифицировало (на 2023 год) 180 стран.

## Статистика
По данным ООН на 2016 год, более 70 % жертв торговли людьми в мире составляют девочки и женщины, а треть всех жертв — дети. По оценкам Международной организации по миграции на 2007 год, в мире ежегодно 700 000 женщин, девочек, мужчин и мальчиков были жертвами трансграничной торговли людьми. Каждый год примерно 1 миллион детей, в основном девочек, используют как сексуальных рабынь или в детской порнографии.
По заключению профессора женских исследований Род-Айлендского университета Донны Хьюз, торговля людьми фактически является современной формой рабовладения, суммарный годовой оборот которой достигает 7−12 миллиардов долларов США. Как правило, баланс цен на чёрном рынке торговли людьми формируется благодаря экономическому спросу на «живой товар» со стороны государств с развитой секс-индустрией. По оценкам ООН, число жертв незаконной торговли людьми достигает 4 миллионов человек в год и не менее четверти из этого количества становятся объектами для коммерческой сексуальной эксплуатации. Многие неправительственные организации полагают, что общее количество пострадавших от этого вида преступной деятельности в масштабах планеты может достигать 27 миллионов человек. Отмечается, что по сравнению с такими видами криминала, как нелегальная торговля оружием, купля-продажа людей даёт возможность высокого заработка при относительно небольших рисках.
В течение десятилетий среди поставщиков женщин для международной секс-индустрии доминировали страны Юго-Восточной Азии (Таиланд, Филиппины и т. п.). Однако распад Советского Союза открыл для миллионов советских женщин доступ на теневой рынок труда, откуда черпает человеческие ресурсы международная торговля людьми. В результате экс-советские республики заняли место одного из основных экспортёров женщин для сексуальной эксплуатации в развитых государствах. На одну из лидирующих позиций в этом бизнесе вышла Украина (см. торговля людьми на Украине).

## Определение
Закон о защите жертв торговли людьми и насилия 2000 года определяет формы торговли людьми:
- торговля людьми в целях сексуальной эксплуатации, при которой коммерческий сексуальный акт вызывается силой, обманом или принуждением или когда лицо, склоняемое к совершению такого действия, не достигло 18-летнего возраста; или
- вербовка, укрывательство, транспортировка, предоставление или получение лица для работы или оказания услуг посредством применения силы, обмана или принуждения с целью подчинения принудительному рабству, долговой кабале.

Эксплуатация людей включает в себя как минимум эксплуатацию других лиц с целью проституции или другие формы сексуальной эксплуатации, принудительный труд или услуги, рабство или обычаи, сходные с рабством, подневольное состояние или извлечение органов. В настоящее время в международном экспертном сообществе не существует консенсуса о том, что именно должно подразумеваться под понятиями «торговля людьми» и «контрабанда людей». Термин «контрабанда людей» объединяет собой два основных компонента. Первый — это наём, вербовка и перемещение потенциальных жертв. Второй — их криминальная эксплуатация, которая может быть как реальной, так и потенциальной или мнимой.

## Принудительный труд
Принудительный труд — форма торговли людьми, преступление, которое может быть описано по трехэлементной схеме: 1) действия торговца людьми (вербовка, укрывание, перевозка, предоставление или привлечение человека для работы или оказания услуг) 2) средства (использование силы, мошенничества, принуждения) 3) цель (эксплуатация труда или услуг другого человека).
Принуждение может включать:
- угрозы применения силы,
- манипулирование долгами,
- удержание заработной платы,
- конфискацию документов, удостоверяющих личность,
- психологическое принуждение,
- вред репутации,
- манипулирование употреблением вызывающих привыкание веществ,
- угрозы другим людям и т.д.

Торговцы людьми могут совершать это преступление в любом секторе (сельскохозяйственные поля, фабрики, рестораны, гостиницы, массажные салоны, магазины розничной торговли, рыболовные суда, шахты, частные дома или операции по незаконному обороту наркотиков).
Широко распространены следующие виды принудительного труда:
- домашнее рабство (работы в частном доме)
- принудительный детский труд

## Секс-торговля
Секс-торговля — форма торговли людьми, преступление, которое может быть описано по трехэлементной схеме: 1) действия торговца людьми (вербовка, укрывание, перевозка, предоставление, получение, привлечение,  склонение другого лица к участию в коммерческом сексе) 2) средства (использование силы, мошенничества, принуждения) 3) цель (заставить другое лицо участвовать в коммерческом сексуальном акте или заставить ребенка участвовать в коммерческом сексуальном акте).
Использование детей (возраст до 18 лет) в коммерческом сексе запрещено законом в большинстве стран мира. В случае торговли детьми в целях сексуальной эксплуатации средства не имеют значения, согласие детей на эксплуатацию не принимается во внимание.
Принуждение в секс-торговле аналогично принуждению к принудительному труду (угрозы причинения серьезного вреда, психологического вреда, репутационного вреда, угрозы другим лицам и манипулирование долгами).
Секс-торговля осуществляется в в частных домах, массажных салонах, гостиницах, публичных домах,  Интернете.

## Ключевые принципы
Согласие
Торговля людьми может иметь место, даже если жертва изначально дала добровольное согласие на предоставление рабочей силы, услуг или коммерческих сексуальных действий.
Первоначальная готовность взрослой жертвы участвовать в коммерческих половых актах не имеет значения, если преступник впоследствии использует силу, мошенничество или принуждение, чтобы эксплуатировать жертву и заставить ее продолжать совершать те же действия. В случае торговли детьми в целях сексуальной эксплуатации согласие жертвы никогда не имеет значения, поскольку ребенок не может по закону дать согласие на коммерческий секс.
Перемещение
Торговля людьми является преступлением эксплуатации и принуждения, а не перемещения. Торговцы людьми могут использовать схемы, которые уводят жертв от их домов или эксплуатируют их в тех же районах, где они родились.
Долговая кабала
«Долговая кабала» — эксплуатация с помощью манипуляции долгами:
- выбор жертв, у которых имеется первоначальный долг — условие будущего трудоустройства
- выбор жертв, «унаследовавших» долг от родственников (в некоторых странах)
- удержание заработка
- вынуждение жертвы брать на себя долги по  расходам на еду, жильё, транспорт
- выбор жертв с долгами перед другими людьми.

#### Принцип ненаказания
Жертвы торговли людьми не должны подвергаться необоснованному наказанию за незаконные действия, совершенные ими непосредственно в результате торговли людьми.
Торговля людьми, спонсируемая государством
Некоторые правительства выступают в роли торговцев людьми.
Такой вид принудительного труда используется:
- в местных или национальных проектах общественных работ
- военных операциях
- экономически важных секторах
- в рамках финансируемых государством проектов или миссий за границей.

Такие правительства  ссылаются на конкретную «правительственную политику или модель», определённые финансируемые государством программы (принудительный труд в государственных медицинских службах, сексуальное рабство в правительственных лагерях, наём или вербовка детей-солдат).
Правительства принуждают жертв:
- угрожая лишением государственных пособий, удержанием заработной платы, несоблюдением ограничений на национальную службу
- манипулируя отсутствием правового статуса лиц без гражданства и членов групп меньшинств
- угрожая наказать членов семьи

Государства-торговцы людьми (2023 год):Афганистан, Бирма, Китай, Куба, Эритрея, Иран, КНДР, Россия, Южный Судан, Сирия, Туркменистан.
Незаконная вербовка или использование детей-солдат
Другое проявление торговли людьми происходит, когда правительственные силы или любая негосударственная вооруженная группировка незаконно вербуют или используют детей — посредством силы, мошенничества или принуждения — в качестве солдат или для работы или оказания услуг в конфликтных ситуациях. Детей также используют в качестве сексуальных рабов. Сексуальное рабство имеет место, когда вооруженные группы принуждают  детей «вступать в брак» или подвергаться изнасилованию со стороны командиров или комбатантов.
Подотчетность в цепочках поставок
Законодательство США предусматривает уголовную ответственность для любого юридического лица, включая бизнес, который получает финансовую выгоду от своего участия в схеме торговли людьми, при условии, что бизнес знал об этой схеме.

## Рейтинг правительств
Рейтинг правительств на основе их предполагаемых усилий по признанию и борьбе с торговлей людьми публикуется в ежегодном докладе США о торговле людьми.
Департамент США присваивает каждой стране  один из трёх уровней по степени усилий правительства по искоренению торговли людьми, уровень 1 имеет самый высокий рейтинг. Страны уровня 3 могут подвергаться определенным ограничениям.

## Национальные юридические определения
Во многих государствах отсутствует специализированное законодательство, направленное против контрабанды человеческого материала, в других оно определяет её только в терминах сексуальной эксплуатации для извлечения коммерческой прибыли, в третьих оно не учитывает внутренний рынок незаконной торговли своими собственными гражданами. Там, где существуют эффективные законы, направленные на борьбу с этим видом криминального бизнеса, он может благополучно существовать благодаря нехватке политической решимости, коррупции или отсутствию опыта борьбы с данным видом преступлений. Помимо этого, во многих странах проблема усложняется нежеланием жертв торговли людьми сотрудничать с правоохранительными органами из-за боязни возмездия со стороны преступников, недоверия к властям или по причине того, что они не осознают себя потерпевшими.

### Уголовный кодекс Российской Федерации
Протокол ООН о торговле людьми был ратифицирован Россией в 2004 году.
В российском уголовном праве торговля людьми есть «купля-продажа человека, иные сделки в отношении человека, а равно совершённые в целях его эксплуатации вербовка, перевозка, передача, укрывательство или получение». То есть под торговлей людьми подразумевается обращение с живым человеком как с вещью (товаром), который можно продать, купить, обменять, подарить, заложить, сдавать в аренду и так далее («иные сделки»). Вне зависимости от того, кем, где и с какой целью совершается это деяние, обращение с человеком как с объектом сделки является уголовным преступлением, даже если сама по себе сделка с человеком не преследует целей его эксплуатации (с 25 ноября 2008 года определение этого преступления было ужесточено). А вот сопутствующие торговле людьми деяния — вербовка, перевозка, передача, укрывательство или получение такого человека преступны, только если они совершены в целях эксплуатации человека. Уголовно наказуемая эксплуатация человека — это «использование занятия проституцией другими лицами и иные формы сексуальной эксплуатации, рабский труд (услуги), подневольное состояние».
Отягчающими обстоятельствами являются, в том числе: совершение этого деяния в целях изъятия органов либо тканей человека, применение насилия или угроза его применения, изъятие, сокрытие или уничтожение документов, удостоверяющих личность потерпевшего, использование поддельных документов, перемещение через государственную границу, насильственное удержание за границей, использование служебного положения виновного или уязвимого состояния потерпевшего.
Торговля людьми рассматривается в России как самостоятельное уголовное преступление только с 2003 года. Тогда был принят закон о внесении изменений в Уголовный кодекс РФ, и в Особенную часть УК РФ были добавлены две новые статьи: 127.1 «Торговля людьми» и 127.2 «Использование рабского труда». Если раб по неосторожности владельца умер, то это наказывается сроком от восьми до пятнадцати лет. До 2003 года такие деяния могли квалифицироваться как похищение человека, незаконное лишение свободы, побои, истязание, сутенёрство и ряд других — в зависимости от того, какие меры и в каких целях были применены преступником против потерпевшего, ставшего невольником и объектом торговли.

### Законодательство других стран
Это деяние признаётся уголовным преступлением во всех странах мира, в том числе и в России. Но в других странах определения этого преступления могут отличаться от российского. Так, даже попытка покупки сексуальных услуг в некоторых странах приравнивается к пособничеству продаже людей и уголовно наказывается (например, см. проституция в Швеции).

## Социальные причины явления
Распространение торговли людьми связано с ограниченностью доступа населения к эффективной занятости, образованию, социальной защите и другим ресурсам, а также с распространением бедности, сегрегацией на рынке труда.
Одним из вариантов торговли людьми является эксплуатация женщин и детей (в основном) с целью вовлечения в проституцию. Среди основных причин, толкающих женщин в ситуации торговли людьми, эксперты называют бедность и гендерную дискриминацию — факторы, препятствующие получению образования, трудоустройству и обретению уверенности в будущем.

## Критика
Концепция траффикинга критикуется в странах Запада за непрозрачную статистику этого явления, которую неправительственные организации обычно предоставляют без ссылок на источники своей осведомлённости, отчего любые их цифры можно отнести к догадкам. Также критиками указывается на то, что за «траффикинг» могут приниматься разные аспекты незаконной миграции, когда сами мигранты обращаются к различным посредникам, проводникам и продавцам информации, добровольно совершая с ними сделки или приобретая их услуги в долг.